# Bojan Plut
Bojan Plut, slovenski morilec, * 1967, † 1986, Ljubljana.
Plut je bil maja 1986 na služenju vojaškega roka JLA v Ljubljani, ko je vlomil v orožarno vojašnice ter iz nje ukradel jurišno puško in pripadajoče strelivo. Nato je pobegnil iz vojašnice in tako sprožil veliko iskalno akcijo, ki je potekala v Sloveniji in na Hrvaškem. Med begom je ukradel več vozil in ubil dva policista. Potem, ko so ga policisti izsledili, je storil samomor. Pred samomorom je na puško zapisal, da mu v glavi šumi in da ni hotel ubiti policistov.
Njegov bratranec Silvo Plut, je bil večkratni morilec.